# Presbícia
La presbícia, vista cansada o presbiopia és una ametropia en la qual hi ha una disminució de la capacitat d'acomodació de l'ull per veure-hi de prop, a causa d'una pèrdua d'elasticitat del cristal·lí que és la lent interna de l'ull que enfoca els objectes.El terme presbícia prové de la unió dels termes grecs presby (vell) i tes (propi de). Fa referència a que la presbícia es una afecció que habitualment no afecta els joves.
La vista cansada es presenta cap als 40-45 anys en la persona sense graduació amb un ull normal, és a dir, aquell que no precisa cap correcció per veure-hi bé de lluny. Quan existeix cansament visual en llegir abans d'aquesta edat, es tracta normalment d'una hipermetropia o un astigmatisme que no s'han corregit. Gairebé tothom arriba a presentar presbícia, malgrat que existeix alguna persona excepcional que als 70 anys conserva una agudesa visual perfecta tant de lluny com de prop.

## Mecanisme
Existeixen diferents agents que intervenen en el procés d'acomodació: el cristal·lí, el múscul ciliar, la càpsula o les zònules; l'existència de canvis al llarg dels anys en algun d'ells podria explicar l'aparició de la presbícia. Històricament, han existit teories que han assenyalat com a responsables de la pèrdua de funció cada un d'aquests elements. També han existit teories que han apuntat que la responsabilitat en podria recaure sobre una combinació de diversos fenòmens.
Els estudis mostren que l'amplitud d'acomodació disminueix linealment amb l'edat, al voltant d'unes dues diòptries per dècada. El procés comença ja a la infantesa i culmina al voltant dels cinquanta anys amb la pèrdua completa de la capacitat d'acomodació. Alguns subjectes amb miopia i presbícia són capaços de llegir sense fer servir lents a causa de la compensació que es produeix entre ambdós fenòmens.

## Punt pròxim
En els principis de l'òptica ocular, es coneix com a punt pròxim o punt proper, el punt més proper en què un objecte pot ser enfocat per l'ull (portat al focus de l'ull). Normalment, en el disseny d'instruments òptics i en la caracterització de dispositius òptics com les lupes, se li dona al punt proper una distància estàndard de 25 cm.
A partir dels 40-50 anys, la compensació de la presbícia requereix l'ús de lents convergents per a tasques de visió propera. La gent amb algun defecte de visió previ sol canviar-se a lents bifocals o progressives. A més, l'èxit de les operacions de cataractes ha potenciat la investigació en lents intraoculars amb capacitat acomodativa.